# Квинт Хортензий (претор)
Квинт Хортензий Хортал (на латински: Quintus Hortensius Hortalus Q. F. L. N.) е политик на Римската република.

## Биография
Произлиза от род Хортензии. Син е на прочутия оратор Квинт Хортензий Хортал и Лутация, дъщеря на Квинт Лутаций Катул (консул 102 пр.н.е.). Брат е на ораторката Хортензия.
Квинт Хортал се оттегля от баща си. Приятел е с поета Катул. През 49 година пр.н.е. той служи при Юлий Цезар в Цизалпийска Галия, окупира Арминиум и е първият, който пресича Рубикон. След това е във флотата на Долабела и участва в битката при Фарсала. През 45 година пр.н.е. той е претор, а през 44 – 42 година пр.н.е. е управител на Македония. След битката при Филипи той е екзекутиран.